# Juan Daniel Cardellino
Juan Daniel Cardellino de San Vicente, né le 4 mars 1942 et mort le 8 septembre 2007, est un ancien arbitre uruguayen de football.

## Carrière
Il a officié dans des compétitions majeures : 
- Coupe intercontinentale 1979 (match retour)
- Coupe du monde de football des moins de 20 ans 1979 (1 match)
- Copa América 1979 (1 match)
- Coupe du monde de football de 1982 (2 matchs)
- Copa América 1983 (2 matchs)
- Coupe du monde de football des moins de 20 ans 1985 (2 matchs)
- Copa América 1987 (1 match)
- JO 1988 (2 matchs)
- Copa América 1989 (2 matchs)
- Coupe du monde de football de 1990 (1 match)